# دون ريد (كرة سلة)
دون ريد (بالإنجليزية: Don Reid)‏ مواليد 30 ديسمبر 1973 في واشنطن العاصمة، هو لاعب كرة سلة أمريكي معتزل. بدأ مسيرته الاحترافية في سنة 1995. تم اختياره من قبل فريق ديترويت بيستونز خلال الدرافت. يبلغ طوله 6 قدم 8 بوصة (2.0 م). اعتزل اللعب في 2003. أحرز خلال مسيرته في الإن بي إيه 1454 نقطة بمعدل 3.6 نقاط في المباراة الواحدة.

## المسيرة الاحترافية
لعب مع ديترويت بيستونز من سنة 1995 إلى 2000، ثم لعب مع واشنطن ويزاردز في سنة 2000، ثم لعب مع أورلاندو ماجيك من سنة 2000 إلى 2002، ثم لعب مع ديترويت بيستونز في موسم 2002–2003.

## روابط خارجية
- دون ريد على موقع إن بي أي (الإنجليزية)
- دون ريد على موقع سبورتس رفرنس (الإنجليزية)
- دون ريد على موقع كرة السلة الأوروبية.كوم (الإنجليزية)
- دون ريد على موقع كلية كرة السلة في سبورتس رفرنس.كوم (الإنجليزية)
- دون ريد على موقع ريلجم (الإنجليزية)
- دون ريد على موقع بروبوليرز (الإنجليزية)